# Česká hokejová extraliga 1996/1997
Česká hokejová extraliga 1996/1997 byla 4. ročníkem nejvyšší hokejové soutěže v České republice.

## Fakta
- 4. ročník samostatné české nejvyšší hokejové soutěže
- Do tohoto ročníku soutěže postoupila HC Slezan Opava z 1. ligy
- Nejlepší střelec základní části – Jiří Dopita HC Petra Vsetín 30 branek
- Nejlepší nahrávač – Roman Horák HC Sparta Praha 52 nahrávek
- Vítěz kanadského bodování – Roman Horák HC Sparta Praha
- Základní část – 51 utkání, 73 bodů / 21 branek + 52 nahrávek /
- Play off – 4 utkání, 4 bodů / 1 branka + 3 nahrávky /
- Celkem základní část + Play off – 55 utkání, 77 bodů / 22 branek + 55 nahrávek /
- V prolínací extraligové kvalifikaci uspěla HC Slezan Opava a HC Dukla Jihlava. Extraligové týmy obhájily právo účasti v extralize.
- Po skončení soutěže koupil HC Becherovka Karlovy Vary licenci na extraligu od HC Olomouc.

### Systém soutěže
Všech 14 účastníků se v základní části utkalo nejprve čtyřkolově každý s každým. Prvních 8 celků postoupilo do play off, které se hrálo, kromě utkání o třetí místo, na tři vítězná utkání. Celky na 13. a 14. místě musely svoji extraligovou příslušnost obhajovat v baráži o extraligu, do které postoupily dva nejlepší celky po základní části 1. ligy. Baráž o extraligu se hrála na 4 vítězná utkání.

## Konečná tabulka základní části
| Poř. | Tým                         | Z  | V  | R  | P  | VG  | OG  | B  |
| ---- | --------------------------- | -- | -- | -- | -- | --- | --- | -- |
| 1.   | HC Petra Vsetín (C)         | 52 | 34 | 7  | 11 | 198 | 120 | 75 |
| 2.   | HC Sparta Praha             | 52 | 28 | 11 | 13 | 227 | 168 | 67 |
| 3.   | HC Vítkovice                | 52 | 25 | 12 | 15 | 160 | 120 | 62 |
| 4.   | HC Železárny Třinec         | 52 | 23 | 10 | 19 | 175 | 152 | 56 |
| 5.   | HC IPB Pojišťovna Pardubice | 52 | 25 | 5  | 22 | 170 | 164 | 55 |
| 6.   | HC Poldi Kladno             | 52 | 21 | 12 | 19 | 132 | 152 | 54 |
| 7.   | HC České Budějovice         | 52 | 20 | 12 | 20 | 149 | 145 | 52 |
| 8.   | HC Slavia Praha             | 52 | 21 | 10 | 21 | 166 | 167 | 52 |
| 9.   | HC Chemopetrol Litvínov     | 52 | 20 | 12 | 20 | 171 | 185 | 52 |
| 10.  | AC ZPS Zlín                 | 52 | 22 | 6  | 24 | 179 | 179 | 50 |
| 11.  | HC ZKZ Plzeň                | 52 | 19 | 9  | 24 | 155 | 172 | 47 |
| 12.  | HC Olomouc                  | 52 | 16 | 11 | 25 | 122 | 155 | 43 |
| 13.  | HC Dukla Jihlava            | 52 | 13 | 10 | 29 | 140 | 187 | 36 |
| 14.  | HC Bohemex Trade Opava (N)  | 52 | 10 | 7  | 35 | 125 | 203 | 27 |

Poznámky:
- (C) = držitel mistrovského titulu, (N) = nováček (minulou sezónu hrál nižší soutěž a postoupil)

## Pavouk play off
|  | Čtvrtfinále                  | Čtvrtfinále                  |                 |   | Semifinále | Semifinále |  |  | Finále | Finále |
|  |                              |                              |                 |   |            |            |  |  |        |        |
|  |                              |                              |                 |   |            |            |  |  |        |        |
|  | HC Petra Vsetín              | 3                            |                 |   |            |            |  |  |        |        |
|  | HC Petra Vsetín              | 3                            |                 |   |            |            |  |  |        |        |
|  | HC Slavia Praha              | 0                            |                 |   |            |            |  |  |        |        |
|  | HC Slavia Praha              | 0                            | HC Petra Vsetín | 3 |            |            |  |  |        |        |
|  |                              |                              | HC Petra Vsetín | 3 |            |            |  |  |        |        |
|  |                              | HC ČSOB Pojišťovna Pardubice | 1               |   |            |            |  |  |        |        |
|  | HC ČSOB Pojišťovna Pardubice | HC ČSOB Pojišťovna Pardubice | 1               | 3 |            |            |  |  |        |        |
|  | HC ČSOB Pojišťovna Pardubice |                              |                 | 3 |            |            |  |  |        |        |
|  | HC Železárny Třinec          | 1                            |                 |   |            |            |  |  |        |        |
|  | HC Železárny Třinec          | 1                            | HC Petra Vsetín | 3 |            |            |  |  |        |        |
|  |                              |                              | HC Petra Vsetín | 3 |            |            |  |  |        |        |
|  |                              | HC Vítkovice                 | 0               |   |            |            |  |  |        |        |
|  | HC Vítkovice                 | HC Vítkovice                 | 0               | 3 |            |            |  |  |        |        |
|  | HC Vítkovice                 |                              |                 | 3 |            |            |  |  |        |        |
|  | HC Poldi Kladno              | 0                            |                 |   |            |            |  |  |        |        |
|  | HC Poldi Kladno              | 0                            | HC Vítkovice    | 3 |            |            |  |  |        |        |
|  |                              |                              | HC Vítkovice    | 3 |            |            |  |  |        |        |
|  |                              | HC Sparta Praha              | 0               |   |            |            |  |  |        |        |
|  | HC České Budějovice          | HC Sparta Praha              | 0               | 2 |            |            |  |  |        |        |
|  | HC České Budějovice          |                              |                 | 2 |            |            |  |  |        |        |
|  | HC Sparta Praha              | 3                            |                 |   |            |            |  |  |        |        |
|  | HC Sparta Praha              | 3                            |                 |   |            |            |  |  |        |        |

## Čtvrtfinále

### První čtvrtfinále
1. utkání
|  | HC Petra Vsetín | 2 - 1         | HC Slavia Praha |  |
|  | HC Petra Vsetín | (2:0,0:0,0:1) | HC Slavia Praha |  |

| Souhrn zápasu Report | Souhrn zápasu Report              | Souhrn zápasu Report | Souhrn zápasu Report | Souhrn zápasu Report |
| -------------------- | --------------------------------- | -------------------- | -------------------- | -------------------- |
|                      | 1. Michal Tomek 11. Alexej Jaškin |                      | 55. Viktor Ujčík     |                      |

2. utkání
|  | HC Petra Vsetín | 4 - 1         | HC Slavia Praha |  |
|  | HC Petra Vsetín | (3:0,1:1,0:0) | HC Slavia Praha |  |

| Souhrn zápasu Report | Souhrn zápasu Report                                                  | Souhrn zápasu Report | Souhrn zápasu Report | Souhrn zápasu Report |
| -------------------- | --------------------------------------------------------------------- | -------------------- | -------------------- | -------------------- |
|                      | 2. Tomáš Sršeň 11. Roman Stantien 16. Alexej Jaškin 28. Josef Beránek |                      | 22. Jiří Doležal     |                      |

3. utkání
|  | HC Slavia Praha | 0 - 7         | HC Petra Vsetín |  |
|  | HC Slavia Praha | (0:2,0:4,0:1) | HC Petra Vsetín |  |

| Souhrn zápasu Report | Souhrn zápasu Report | Souhrn zápasu Report | Souhrn zápasu Report                                                                                            | Souhrn zápasu Report |
| -------------------- | -------------------- | -------------------- | --- | -------------------- |
|                      |                      |                      | 39. a 49. Josef Beránek 7. Rostislav Vlach 12. Tomáš Jakeš 22. Tomáš Kapusta 22. Ondřej Kratěna 31. Jiří Dopita |                      |

- Vítěz HC Petra Vsetín 3:0 na zápasy

### Druhé čtvrtfinále
1. utkání
|  | HC Železárny Třinec | 1 - 4         | HC IPB Pojišťovna Pardubice |  |
|  | HC Železárny Třinec | (0:0,1:1,0:3) | HC IPB Pojišťovna Pardubice |  |

| Souhrn zápasu Report | Souhrn zápasu Report  | Souhrn zápasu Report | Souhrn zápasu Report                                                  | Souhrn zápasu Report |
| -------------------- | --------------------- | -------------------- | --------------------------------------------------------------------- | -------------------- |
|                      | 31. Vladimír Machulda |                      | 31. Milan Hejduk 43. Pavel Kábrt 47. Jaroslav Kudrna 60. Tomáš Blažek |                      |

2. utkání
|  | HC Železárny Třinec | 4 - 3         | HC IPB Pojišťovna Pardubice |  |
|  | HC Železárny Třinec | (3:1,0:1,1:1) | HC IPB Pojišťovna Pardubice |  |

| Souhrn zápasu Report | Souhrn zápasu Report                                                | Souhrn zápasu Report | Souhrn zápasu Report                                         | Souhrn zápasu Report |
| -------------------- | ------------------------------------------------------------------- | -------------------- | ------------------------------------------------------------ | -------------------- |
|                      | 13. Richard Král 17. Jiří Novotný 19. Dušan Adamčík 50. Petr Zajonc |                      | 9. Stanislav Procházka 23. Jiří Jantovský 52. Tomáš Martinec |                      |

3. utkání
|  | HC IPB Pojišťovna Pardubice | 6 - 1         | HC Železárny Třinec |  |
|  | HC IPB Pojišťovna Pardubice | (2:1,2:0,2:0) | HC Železárny Třinec |  |

| Souhrn zápasu Report | Souhrn zápasu Report                                                                                           | Souhrn zápasu Report | Souhrn zápasu Report | Souhrn zápasu Report |
| -------------------- | --- | -------------------- | -------------------- | -------------------- |
|                      | 3. Tomáš Blažek 18. Alexander Cypljakov 28. Petr Mudroch 39. Milan Hejduk 54. Petr Mudroch 60. Jaroslav Kudrna |                      | 12. Ľubomír Sekeráš  |                      |

4. utkání
|  | HC IPB Pojišťovna Pardubice | 6 - 0         | HC Železárny Třinec |  |
|  | HC IPB Pojišťovna Pardubice | (3:0,1:0,2:0) | HC Železárny Třinec |  |

| Souhrn zápasu Report | Souhrn zápasu Report                                                                                           | Souhrn zápasu Report | Souhrn zápasu Report | Souhrn zápasu Report |
| -------------------- | --- | -------------------- | -------------------- | -------------------- |
|                      | 1. Milan Hejduk 15. Jaroslav Kudrna 19. Stanislav Procházka 31. Milan Hejduk 48. Tomáš Blažek 56. Karel Plášek |                      |                      |                      |

- Vítěz HC IPB Pojišťovna Pardubice 3:1 na zápasy

### Třetí čtvrtfinále
1. utkání
|  | HC Vítkovice | 6 - 2         | HC Poldi Kladno |  |
|  | HC Vítkovice | (3:0,1:2,2:0) | HC Poldi Kladno |  |

| Souhrn zápasu Report | Souhrn zápasu Report                                                               | Souhrn zápasu Report | Souhrn zápasu Report                     | Souhrn zápasu Report |
| -------------------- | ---------------------------------------------------------------------------------- | -------------------- | ---------------------------------------- | -------------------- |
|                      | 4. a 34. Martin Kotásek 42. a 50. Tomáš Chlubna 3. Luděk Krayzel 16. David Moravec |                      | 22. Ladislav Svoboda 31. Tomáš Mikolášek |                      |

2. utkání
|  | HC Vítkovice | 3 - 0         | HC Poldi Kladno |  |
|  | HC Vítkovice | (0:0,0:0,3:0) | HC Poldi Kladno |  |

| Souhrn zápasu Report | Souhrn zápasu Report                                       | Souhrn zápasu Report | Souhrn zápasu Report | Souhrn zápasu Report |
| -------------------- | ---------------------------------------------------------- | -------------------- | -------------------- | -------------------- |
|                      | 53. Alexandr Prokopjev 56. David Moravec 58. Tomáš Chlubna |                      |                      |                      |

3. utkání
|  | HC Poldi Kladno | 3 - 8         | HC Vítkovice |  |
|  | HC Poldi Kladno | (1:3,2:3,0:2) | HC Vítkovice |  |

| Souhrn zápasu Report | Souhrn zápasu Report                           | Souhrn zápasu Report | Souhrn zápasu Report                                                                                       | Souhrn zápasu Report |
| -------------------- | ---------------------------------------------- | -------------------- | --- | -------------------- |
|                      | 4. Josef Zajíc 21. David Čermák 34. Jan Kruliš |                      | 18., 35. a 42. Roman Ryšánek 28. a 31. David Moravec 12. Martin Kotásek 18. René Ševěček 53. Luděk Krayzel |                      |

- Vítěz HC Vítkovice 3:0 na zápasy

### Čtvrté čtvrtfinále
1. utkání
|  | HC Sparta Praha | 3 - 4 SN          | HC České Budějovice |  |
|  | HC Sparta Praha | (1:1,1:2,1:0,0:0) | HC České Budějovice |  |

| Souhrn zápasu Report | Souhrn zápasu Report                                 | Souhrn zápasu Report | Souhrn zápasu Report                                                       | Souhrn zápasu Report |
| -------------------- | ---------------------------------------------------- | -------------------- | -------------------------------------------------------------------------- | -------------------- |
|                      | 11. Roman Horák 38. Patrik Martinec 45. Václav Benák |                      | 16. Luboš Rob 25. Karel Soudek 26. Miroslav Barus Luboš Rob rozhodující SN |                      |

2. utkání
|  | HC Sparta Praha | 3 - 1         | HC České Budějovice |  |
|  | HC Sparta Praha | (2:0,1:0,0:1) | HC České Budějovice |  |

| Souhrn zápasu Report | Souhrn zápasu Report                                   | Souhrn zápasu Report | Souhrn zápasu Report | Souhrn zápasu Report |
| -------------------- | ------------------------------------------------------ | -------------------- | -------------------- | -------------------- |
|                      | 13. David Výborný 17. Patrik Martinec 22. Václav Benák |                      | 58. Miroslav Barus   |                      |

3. utkání
|  | HC České Budějovice | 4 - 2         | HC Sparta Praha |  |
|  | HC České Budějovice | (2:1,1:0,1:1) | HC Sparta Praha |  |

| Souhrn zápasu Report | Souhrn zápasu Report                                             | Souhrn zápasu Report | Souhrn zápasu Report   | Souhrn zápasu Report |
| -------------------- | ---------------------------------------------------------------- | -------------------- | ---------------------- | -------------------- |
|                      | 3. Luboš Rob 19. Radek Bělohlav 29. Radek Ťoupal 60. Pavel Pýcha |                      | 12. a 44. Jiří Zelenka |                      |

4. utkání
|  | HC České Budějovice | 2 - 4         | HC Sparta Praha |  |
|  | HC České Budějovice | (0:1,0:2,2:1) | HC Sparta Praha |  |

| Souhrn zápasu Report | Souhrn zápasu Report               | Souhrn zápasu Report | Souhrn zápasu Report                                        | Souhrn zápasu Report |
| -------------------- | ---------------------------------- | -------------------- | ----------------------------------------------------------- | -------------------- |
|                      | 48. František Ševčík 53. Luboš Rob |                      | 31. a 35. Richard Žemlička 2. David Výborný 59. Robert Lang |                      |

5. utkání
|  | HC Sparta Praha | 5 - 2         | HC České Budějovice |  |
|  | HC Sparta Praha | (1:0,3:0,1:2) | HC České Budějovice |  |

| Souhrn zápasu Report | Souhrn zápasu Report                                                                | Souhrn zápasu Report | Souhrn zápasu Report          | Souhrn zápasu Report |
| -------------------- | ----------------------------------------------------------------------------------- | -------------------- | ----------------------------- | -------------------- |
|                      | 2. Radek Hamr 26. Patrik Štefan 30. Jiří Zelenka 40. Jan Hlaváč 41. Andrej Potajčuk |                      | 51. Filip Turek 59. Luboš Rob |                      |

- Vítěz HC Sparta Praha 3:2 na zápasy

## Semifinále

### První semifinále
1. utkání
|  | HC Petra Vsetín | 10 - 1        | HC IPB Pojišťovna Pardubice |  |
|  | HC Petra Vsetín | (6:0,1:0,3:1) | HC IPB Pojišťovna Pardubice |  |

| Souhrn zápasu Report | Souhrn zápasu Report                                                                                           | Souhrn zápasu Report | Souhrn zápasu Report | Souhrn zápasu Report |
| -------------------- | --- | -------------------- | -------------------- | -------------------- |
|                      | 10., 12., 17., 35. a 45. Tomáš Sršeň 50. a 55. Jiří Dopita 7. Andrej Galkin 14. David Hruška 15. Tomáš Kapusta |                      | 57. Milan Hejduk     |                      |

2. utkání
|  | HC Petra Vsetín | 5 - 1         | HC IPB Pojišťovna Pardubice |  |
|  | HC Petra Vsetín | (1:0,2:1,2:0) | HC IPB Pojišťovna Pardubice |  |

| Souhrn zápasu Report | Souhrn zápasu Report                                                       | Souhrn zápasu Report | Souhrn zápasu Report | Souhrn zápasu Report |
| -------------------- | -------------------------------------------------------------------------- | -------------------- | -------------------- | -------------------- |
|                      | 14. a 41. Jiří Dopita 29. Michal Tomek 39. David Hruška 60. Ondřej Kratěna |                      | 40. Jaroslav Kudrna  |                      |

3. utkání
|  | HC IPB Pojišťovna Pardubice | 3 - 2 PP          | HC Petra Vsetín |  |
|  | HC IPB Pojišťovna Pardubice | (2:2,0:0,0:0,1:0) | HC Petra Vsetín |  |

| Souhrn zápasu Report | Souhrn zápasu Report                          | Souhrn zápasu Report | Souhrn zápasu Report                  | Souhrn zápasu Report |
| -------------------- | --------------------------------------------- | -------------------- | ------------------------------------- | -------------------- |
|                      | 4. a 18. Stanislav Procházka 62. Milan Hejduk |                      | 8. Michal Divíšek 13. Rostislav Vlach |                      |

4. utkání
|  | HC IPB Pojišťovna Pardubice | 1 - 4         | HC Petra Vsetín |  |
|  | HC IPB Pojišťovna Pardubice | (0:0,0:3,1:1) | HC Petra Vsetín |  |

| Souhrn zápasu Report | Souhrn zápasu Report            | Souhrn zápasu Report | Souhrn zápasu Report                                                        | Souhrn zápasu Report |
| -------------------- | ------------------------------- | -------------------- | --------------------------------------------------------------------------- | -------------------- |
|                      | 50. Pavel Augusta z tr.střílení |                      | 28. Rostislav Vlach 30. Michal Divíšek 38. Ondřej Kratěna 55. Andrej Galkin |                      |

- Vítěz HC Petra Vsetín 3:1 na zápasy

### Druhé semifinále
1. utkání
|  | HC Sparta Praha | 2 - 6         | HC Vítkovice |  |
|  | HC Sparta Praha | (1:3,1:1,0:2) | HC Vítkovice |  |

| Souhrn zápasu Report | Souhrn zápasu Report          | Souhrn zápasu Report | Souhrn zápasu Report                                                                      | Souhrn zápasu Report |
| -------------------- | ----------------------------- | -------------------- | ----------------------------------------------------------------------------------------- | -------------------- |
|                      | 11. Radek Hamr 32. Jan Hlaváč |                      | 32. a 48. Luděk Krayzel 12. Ivo Prorok 15. Jiří Jonák 16. Tomáš Chlubna 44. David Moravec |                      |

2. utkání
|  | HC Sparta Praha | 2 - 3 PP          | HC Vítkovice |  |
|  | HC Sparta Praha | (0:0,1:0,1:2,0:1) | HC Vítkovice |  |

| Souhrn zápasu Report | Souhrn zápasu Report                   | Souhrn zápasu Report | Souhrn zápasu Report                        | Souhrn zápasu Report |
| -------------------- | -------------------------------------- | -------------------- | ------------------------------------------- | -------------------- |
|                      | 33. Richard Žemlička 43. David Výborný |                      | 46. a 55. Roman Šimíček 66. Vítězslav Škuta |                      |

3. utkání
|  | HC Vítkovice | 4 - 2         | HC Sparta Praha |  |
|  | HC Vítkovice | (1:1,1:0,2:1) | HC Sparta Praha |  |

| Souhrn zápasu Report | Souhrn zápasu Report                                                       | Souhrn zápasu Report | Souhrn zápasu Report                  | Souhrn zápasu Report |
| -------------------- | -------------------------------------------------------------------------- | -------------------- | ------------------------------------- | -------------------- |
|                      | 10. Dmitrij Jerofejev 31. Aleš Tomášek 44. Roman Šimíček 46. Tomáš Chlubna |                      | 14. David Výborný 45. Patrik Martinec |                      |

- Vítěz HC Vítkovice 3:0 na zápasy

## O 3. místo
1. utkání
|  | HC IPB Pojišťovna Pardubice | 5 - 6 PP          | HC Sparta Praha |  |
|  | HC IPB Pojišťovna Pardubice | (1:1,0:2,4:2,0:1) | HC Sparta Praha |  |

| Souhrn zápasu Report | Souhrn zápasu Report                                               | Souhrn zápasu Report | Souhrn zápasu Report                                                   | Souhrn zápasu Report |
| -------------------- | ------------------------------------------------------------------ | -------------------- | ---------------------------------------------------------------------- | -------------------- |
|                      | 17., 44. a 53. Ladislav Lubina 43. Karel Plášek 59. Tomáš Martinec |                      | 16., 33. a 55. Jan Hlaváč 57. a 66. David Výborný 39. Richard Žemlička |                      |

2. utkání
|  | HC Sparta Praha | 4 - 1         | HC IPB Pojišťovna Pardubice |  |
|  | HC Sparta Praha | (2:1,0:0,2:0) | HC IPB Pojišťovna Pardubice |  |

| Souhrn zápasu Report | Souhrn zápasu Report                                                 | Souhrn zápasu Report | Souhrn zápasu Report | Souhrn zápasu Report |
| -------------------- | -------------------------------------------------------------------- | -------------------- | -------------------- | -------------------- |
|                      | 1. Richard Žemlička 11. Jan Benda 45. Jiří Zelenka 46. David Výborný |                      | 4. Tomáš Martinec    |                      |

- Vítěz HC Sparta Praha 2:0 na zápasy

## Finále
1. utkání
|  | HC Petra Vsetín | 3 - 1           | HC Vítkovice |  |
|  | HC Petra Vsetín | (1:0, 2:1, 0:0) | HC Vítkovice |  |

| Souhrn zápasu Report | Souhrn zápasu Report                                          | Souhrn zápasu Report | Souhrn zápasu Report    | Souhrn zápasu Report |
| -------------------- | ------------------------------------------------------------- | -------------------- | ----------------------- | -------------------- |
|                      | 10:23 Alexej Jaškin 20:23 Rostislav Vlach 30:10 Andrej Galkin |                      | 31:04 Dmitrij Jerofejev |                      |

2. utkání
|  | HC Petra Vsetín | 4 - 2           | HC Vítkovice |  |
|  | HC Petra Vsetín | (2:0, 1:1, 1:1) | HC Vítkovice |  |

| Souhrn zápasu Report | Souhrn zápasu Report                                                        | Souhrn zápasu Report | Souhrn zápasu Report                    | Souhrn zápasu Report |
| -------------------- | --------------------------------------------------------------------------- | -------------------- | --------------------------------------- | -------------------- |
|                      | 8:27 Roman Stantien 17:56 Andrej Galkin 37:20 Jiří Dopita 59:32 Jiří Dopita |                      | 28:22 David Moravec 45:45 Roman Šimíček |                      |

3. utkání
|  | HC Vítkovice | 0 - 2           | HC Petra Vsetín |  |
|  | HC Vítkovice | (0:1, 0:1, 0:0) | HC Petra Vsetín |  |

| Souhrn zápasu Report | Souhrn zápasu Report | Souhrn zápasu Report | Souhrn zápasu Report                  | Souhrn zápasu Report |
| -------------------- | -------------------- | -------------------- | ------------------------------------- | -------------------- |
|                      |                      |                      | 10:09 Andrej Galkin 27:14 Tomáš Sršeň |                      |

- Vítěz HC Petra Vsetín 3:0 na zápasy

V play-off je 1, 2 a 5 utkání hráno doma. V utkáních o 3. místo je první utkání hráno doma.

## Baráž o extraligu

### První série
| Datum utkání          | Domácí                 | Hosté                  | Výsledek | Třetiny         | Report                |                  |                        |     |                 |  |
| --------------------- | ---------------------- | ---------------------- | -------- | --------------- | --------------------- | ---------------- | ---------------------- | --- | --------------- |  |
| Datum utkání          | Domácí                 | Hosté                  | Výsledek | Třetiny         | 1. zápas (22. března) | HC Dukla Jihlava | HK Kralupy nad Vltavou | 4:2 | (1:2, 3:0, 0:0) |  |
| 2. zápas (23. března) | HC Dukla Jihlava       | HK Kralupy nad Vltavou | 3:1      | (2:0, 0:0, 1:1) |                       |                  |                        |     |                 |  |
| 3. zápas (26. března) | HK Kralupy nad Vltavou | HC Dukla Jihlava       | 3:1      | (0:0, 1:0, 2:1) |                       |                  |                        |     |                 |  |
| 4. zápas (27. března) | HK Kralupy nad Vltavou | HC Dukla Jihlava       | 0:3      | (0:2, 0:1, 0:0) |                       |                  |                        |     |                 |  |
| 5. zápas (30. března) | HC Dukla Jihlava       | HK Kralupy nad Vltavou | 7:0      | (1:0, 2:0, 4:0) |                       |                  |                        |     |                 |  |

HC Dukla Jihlava zvítězila 4:1 na zápasy.

### Druhá série
| Datum utkání          | Domácí                     | Hosté                      | Výsledek | Třetiny              | Report                |                        |                            |     |                 |  |
| --------------------- | -------------------------- | -------------------------- | -------- | -------------------- | --------------------- | ---------------------- | -------------------------- | --- | --------------- |  |
| Datum utkání          | Domácí                     | Hosté                      | Výsledek | Třetiny              | 1. zápas (22. března) | HC Bohemex Trade Opava | HC Becherovka Karlovy Vary | 6:1 | (0:0, 2:0, 4:1) |  |
| 2. zápas (23. března) | HC Bohemex Trade Opava     | HC Becherovka Karlovy Vary | 4:1      | (0:1, 2:0, 2:0)      |                       |                        |                            |     |                 |  |
| 3. zápas (26. března) | HC Becherovka Karlovy Vary | HC Bohemex Trade Opava     | 3:4 SN   | (1:1, 2:1, 0:1, 0:0) |                       |                        |                            |     |                 |  |
| 4. zápas (27. března) | HC Becherovka Karlovy Vary | HC Bohemex Trade Opava     | 4:2      | (1:0, 2:2, 1:0)      |                       |                        |                            |     |                 |  |
| 5. zápas (30. března) | HC Bohemex Trade Opava     | HC Becherovka Karlovy Vary | 1:3      | (0:1, 0:1, 1:1)      |                       |                        |                            |     |                 |  |
| 6. zápas (1. dubna)   | HC Becherovka Karlovy Vary | HC Bohemex Trade Opava     | 5:4 SN   | (1:0, 1:3, 2:1, 0:0) |                       |                        |                            |     |                 |  |
| 7. zápas (5. dubna)   | HC Bohemex Trade Opava     | HC Becherovka Karlovy Vary | 4:3      | (2:1, 1:2, 1:0)      |                       |                        |                            |     |                 |  |

HC Bohemex Trade Opava zvítězila 4:3 na zápasy.
Týmy HC Dukla Jihlava a HC Bohemex Trade Opava uhájily svoji extraligovou příslušnost i pro další ročník. HC Becherovka Karlovy Vary koupila extraligovou licenci od Olomouce.

## Nejproduktivnější hráči základní části
Toto je konečné pořadí hráčů podle dosažených bodů. Za jeden vstřelený gól nebo přihrávku na gól hráč získal jeden bod.
| Poř. | Hráč             | Tým                     | Z  | G  | A  | B  | TM | +/- |
| ---- | ---------------- | ----------------------- | -- | -- | -- | -- | -- | --- |
| 1.   | Roman Horák      | HC Sparta Praha         | 51 | 21 | 52 | 73 | 8  | 19  |
| 2.   | Jiří Dopita      | HC Petra Vsetín         | 52 | 30 | 31 | 61 | 38 | 36  |
| 3.   | Tomáš Vlasák     | HC Chemopetrol Litvínov | 52 | 26 | 34 | 60 | 16 | -3  |
| 4.   | Richard Král     | HC Železárny Třinec     | 51 | 24 | 34 | 58 | 32 | 13  |
| 5.   | Richard Žemlička | HC Sparta Praha         | 44 | 29 | 27 | 56 | 84 | 11  |
| 6.   | Aleš Zíma        | AC ZPS Zlín             | 51 | 22 | 34 | 56 | 12 | 4   |
| 7.   | Martin Rousek    | HC Chemopetrol Litvínov | 51 | 23 | 32 | 55 | 48 | 6   |
| 8.   | Vladimír Růžička | HC Slavia Praha         | 44 | 22 | 32 | 54 | 78 | 13  |
| 9.   | Radek Ťoupal     | HC České Budějovice     | 52 | 18 | 36 | 54 | 40 | 7   |
| 10.  | Petr Kaňkovský   | HC Dukla Jihlava        | 52 | 25 | 28 | 53 | 70 | 3   |

## Nejproduktivnější hráči play-off
Toto je konečné pořadí hráčů podle dosažených bodů. Za jeden vstřelený gól nebo přihrávku na gól hráč získal jeden bod.
| Poř. | Hráč                | Tým             | Z  | G | A  | B  | TM | +/- |
| ---- | ------------------- | --------------- | -- | - | -- | -- | -- | --- |
| 1.   | Tomáš Sršeň         | HC Petra Vsetín | 10 | 7 | 10 | 17 | 38 | 14  |
| 2.   | David Výborný       | HC Sparta Praha | 10 | 7 | 7  | 14 | 6  | 5   |
| 3.   | Jiří Zelenka        | HC Sparta Praha | 10 | 4 | 8  | 12 | 14 | 5   |
| 4.   | Jiří Dopita         | HC Petra Vsetín | 10 | 7 | 4  | 11 | 12 | 10  |
| 5.   | Andrej Galkin       | HC Petra Vsetín | 9  | 5 | 6  | 11 | 2  | 9   |
| 6.   | Richard Žemlička    | HC Sparta Praha | 8  | 5 | 5  | 10 | 20 | 0   |
| 7.   | Aleksandr Prokopjev | HC Vítkovice    | 9  | 1 | 9  | 10 | 2  | 9   |
| 8.   | David Moravec       | HC Vítkovice    | 9  | 6 | 3  | 9  | 0  | 11  |
| 9.   | Tomáš Kapusta       | HC Petra Vsetín | 10 | 2 | 7  | 9  | 33 | 9   |
| 10.  | Tomáš Chlubna       | HC Vítkovice    | 9  | 5 | 3  | 8  | 14 | 7   |

| Umístění         | Mužstvo         | Hráči |
| ---------------- | --------------- | --- |
| Zlatá medaile    | HC Petra Vsetín | Brankáři: Roman Čechmánek, Ivo Pešat, Milan Zpěvák Obránci: Jiří Veber, Alexej Jaškin, Antonín Stavjaňa, Michal Divíšek, Jan Srdínko, Tomáš Jakeš, Michal Šafařík, Leoš Kozel, Pavel Zubíček, Petr Kuboš, Bedřich Ščerban Útočníci: Jiří Dopita, Tomáš Sršeň, Tomáš Kapusta, Josef Beránek, Ondřej Kratěna, Rostislav Vlach, Michal Tomek, Andrej Galkin, Oto Haščák, Roman Stantien, David Hruška, Ivan Padělek, Daniel Tesařík, Lukáš Duba Trenéři Jan Neliba a Zdislav Tabara                                                             |
| Stříbrná medaile | HC Vítkovice    | Brankáři: Martin Prusek, Vladimír Hudáček Obránci: Dmitrij Jerofejev, Vítězslav Škuta, Aleš Tomášek, Pavel Kumstát, René Ševěček, Daniel Kysela, Jiří Jonák, Lukáš Galvas, Petr Gřegořek, Pavel Kubina Útočníci: Alexandr Prokopjev, David Moravec, Roman Šimíček, Tomáš Chlubna, Jan Peterek, Ivo Prorok, Luděk Krayzel, Roman Ryšánek, Aleš Krátoška, Libor Pavliš, Martin Kotásek Trenéři Vladimír Vůjtek starší a Ladislav Svozil |
| Bronzová medaile | HC Sparta Praha | Brankáři: Robert Schistad, Adam Svoboda, Martin Cinibulk, Ivo Čapek Obránci: Radek Hamr, Jaroslav Nedvěd, Jiří Vykoukal, Václav Burda, Ladislav Benýšek, František Ptáček, Jiří Kročák, Václav Benák, Daniel Zápotočný Útočníci: Roman Horák, Richard Žemlička, Patrik Martinec, David Výborný, Jiří Zelenka, Robert Lang, Andrej Potajčuk, Miroslav Hlinka, Jan Benda, Jaroslav Hlinka, Jan Hlaváč, Martin Hosták, Martin Chabada, Patrik Štefan, Jaroslav Roubík, Ivo Novotný, Radek Duda, Petr Havelka Trenéři František Výborný a Berger |

## Rozhodčí

### Hlavní
- Všichni

- Jiří Balej
- Aleš Blažek
- Petr Bolina
- Oldřich Brada
- Tomáš Fietko
- Ivo Haber
- Martin Homola
- Milan Kolísek
- Dalibor Pasker
- František Rejthar
- Tomáš Svoboda
- Vladimír Svoboda
- Vladimír Šindler
- Bohuslav Šteier
- Ladislav Vokurka

### Čároví
- Všichni

- Miloš Bádal –  Roman Pouzar
- Stanislav Barvíř –  Petr Blümel
- Jaromír Bláha –  Václav Český
- Jaromír Brázdil -  Pavel Halas
- Jaromír Brunclík –  Ladislav Rouspetr
- Vilém Cambal –  Michal Unzeitig
- Alexandr Fedoročko–  Jan Padevět
- Roman Frühauf -  Tomáš Průcha
- Evžen Kostka –  Pavel Fiala
- Miroslav Dvořák –  Radovan Křivský
- Václav Guth –  David Rittich
- Petr Hauser –  Miroslav Charvát
- Petr Charvát–  Jiří Pešan
- Jiří Stulák -  Aleš Pokorný
- Roman Valta -  Pavel Sirotek